# Naturschutzgebiet Drei Eichen
Das Naturschutzgebiet Drei Eichen mit einer Größe von 1,93 ha liegt östlich von Brilon. Das Gebiet wurde 2008 mit dem Landschaftsplan Briloner Hochfläche durch den Hochsauerlandkreis als Naturschutzgebiet (NSG) ausgewiesen. Es ist eines von 31 Naturschutzgebieten in Brilon, welche zur Gruppe der Kalkkuppen mit speziellen Verboten gehören.

## Gebietsbeschreibung
Beim NSG handelt es sich um die Bergkuppe Drei Eichen. An der Kuppe treten Felsen aus basischen Gestein offen zu Tage. Sie erreichen eine Höhe bis sechs Meter. Auch ein ehemaliger Kalksteinbruch liegt im Schutzgebiet. Neben einem Rotbuchenwald befindet sich ein Schluchtwald und Mischwaldbereiche im NSG. Auch ein Enzian-Schillergrasrasen und eine stark verbuschte Magergrünlandbrache befindet sich im Gebiet. Der Landschaftsplan führt zum Schutzzweck auf: „Erhaltung – und in größeren Bereichen: Wiederherstellung – von artenreichen Kalkbuchen- und Schluchtwaldgesellschaften mit dem typischem Inventar auch seltener und gefährdeter Pflanzenarten; Schutz der Lebensraumqualität der flachgründigen Sonderstandorte und Felspartien für die darauf angewiesene Fauna; Erhaltung eines ortsnahen, naturraumtypischen Landschaftselementes der Briloner Hochfläche und seines Beitrags zur Vielfalt im Orts- und Landschaftsbild.“

## Schutzzweck
Erhaltung des artenreichen Buchen- und Schluchtwaldes. Wie bei allen Naturschutzgebieten in Deutschland wurde in der Schutzausweisung darauf hingewiesen, dass das Gebiet „wegen der Seltenheit, besonderen Eigenart und Schönheit des Gebietes“ zum Naturschutzgebiet wurde.